# Potassa

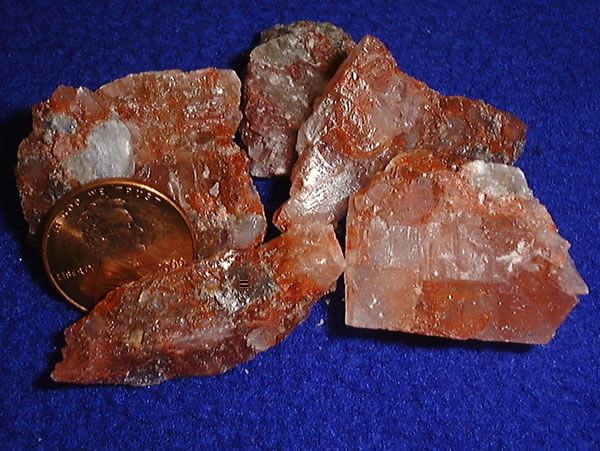
Potássio policristalino, tendo como referência uma moeda de um centavo americano (A moeda é 19 milímetros de diâmetro e cor de cobre)

O termo Potassa refere-se a diversos sais minerais extraídos da natureza ou produzidos artificialmente que contenham potássio em sua composição, em forma solúvel em água. A palavra "potassa" deu origem ao termo "potássio".
Antes da era industrial, a potassa costumava ser fabricada misturando-se água e cinzas de lenha numa panela ou caldeirão. Hoje em dia, praticamente toda a potassa utilizada é extraída de reservas minerais naturais ou produzida industrialmente através de reações químicas em larga escala.
Atualmente, a produção mundial de potassa excede noventa milhões de toneladas ao ano (o equivalente a quarenta milhões de toneladas de óxido de potássio), cuja maior parte é utilizada como fertilizante agrícola, que constitui a maior destinação do uso industrial de potássio no mundo. 
A descoberta do elemento potássio, ocorrida em 1807, realizou-se através da eletrólise da potassa cáustica (hidróxido de potássio).

## Terminologia
O termo "potassa" refere-se a compostos de potássio e a materiais que o contêm, dos quais o mais comum é o carbonato de potássio. A palavra "potassa" se originou do equivalente holandês "potaschen ", que significa "cinzas de panela".
O antigo método de fabricação do carbonato de potássio (
K2CO3) realizava-se procedendo-se primeiramente à coleta ou à produção de cinzas de lenha, lixiviando-se as cinzas em seguida, e por fim, evaporando-se o material resultante em grandes panelas de ferro, restando então um resíduo branco, o qual era denominado, em holandês medieval, "pot aschen" (cinzas de panela). Aproximadamente um décimo do peso de cinzas comuns de lenha podem ser transformados em potassa.
Mais tarde, o termo "potassa" passou a ser aplicado a sais de potássio de ocorrência natural, e ao produto comercial deles derivado, embora mais provavelmente seus nomes tenham sido derivados do ânion do ácido que substitui o carbonato na molécula da substância, um uso comum, embora equivocado, de "potassa" em vez de "potássio".
A tabela a seguir arrola uma série de compostos de potássio que são considerados tradicionalmente como tipos de potassa:
| Nome comum                    | Nome químico (fórmula) |
| ----------------------------- | --- |
| Fertilizante de potassa       | c.1942: carbonato de potássio (K2CO3); c.1950: cloreto de potássio (KCl), sulfato de potássio (K2SO4) ou nitrato de potássio (KNO3). Não inclui óxido de potássio (K2O), que as plantas não absorvem. No entanto, a quantidade de potássio é frequentemente contada em equivalência a K2O (ou seja, quanto potássio haveria se estivesse na forma de K2O), para permitir a comparação entre diferentes fertilizantes usando diferentes tipos de potassa. |
| Potassa cáustica              | hidróxido de potássio (KOH) |
| Carbonato de potassa          | carbonato de potássio (K2CO3) |
| Clorato de potassa            | clorato de potássio (KClO3) |
| Muriato de potassa            | cloreto de potássio (KCl:NaCl = 95:5 ou superior) |
| Nitrato de potassa ou salitre | nitrato de potássio (KNO3) |
| Sulfato de potassa            | sulfato de potássio (K2SO4) |
| Permanganato de potassa       | permanganato de potássio (KMnO4) |

## Consumo
| País           | Produção       | Reservas        |
| -------------- | -------------- | --------------- |
| Canadá         | 12,0 (28,57%)  | 1.000 (25,64%)  |
| Rússia         | 7,2 (17,14%)   | 500 (12,82%)    |
| Bielorrússia   | 6,4 (15,24%)   | 750 (19,23%)    |
| China          | 6,2 (14,76%)   | 360 (9,23%)     |
| Alemanha       | 2,9 (6,90%)    | 150 (3,85%)     |
| Israel         | 2,2 (5,24%)    | 270 (6,92%)     |
| Jordânia       | 1,3 (3,10%)    | 270 (6,92%)     |
| Chile          | 1,2 (2,86%)    | 150 (3,85%)     |
| Espanha        | 0,7 (1,67%)    | 44 (1,13%)      |
| Estados Unidos | 0,5 (1,19%)    | 210 (5,38%)     |
| Reino Unido    | 0,5 (1,19%)    | 40 (1,03%)      |
| Brasil         | 0,3 (0,71%)    | 24 (0,62%)      |
| Outros países  | 0,5 (1,19%)    | 90 (2,31%)      |
| Total mundial  | 42,0 (100,00%) | 3.900 (100,00%) |